# 市原南郵便局
市原南郵便局（いちはらみなみゆうびんきょく）は千葉県市原市にある郵便局。民営化前の分類では集配普通郵便局であった。

## 概要
住所：〒290-0299 千葉県市原市山田714

## 沿革
- 1874年（明治7年）11月1日 - 今富（いまどみ）郵便取扱所として開設[1]。
- 1875年（明治8年）1月1日 - 今富郵便局（五等）となる。
- 1885年（明治18年）10月1日 - 貯金取扱を開始。
- 1896年（明治29年）7月1日 - 為替取扱を開始。
- 1962年（昭和37年）6月24日 - 電話交換業務を五井電報電話局に移管[2]。
- 1985年（昭和60年）12月9日 - 市原市今富から同市山田に移転するとともに、市原南郵便局に改称。
- 1986年（昭和61年）10月6日 - 牛久郵便局[3]から集配業務を移管。
- 1987年（昭和62年）9月1日 - 特定郵便局から普通郵便局に局種別改定。
- 2000年（平成12年）8月14日 - 外国通貨の両替および旅行小切手の売買に関する業務取扱を開始。
- 2007年（平成19年）10月1日 - 民営化に伴い、併設された郵便事業市原南支店に一部業務を移管。
- 2012年（平成24年）10月1日 - 日本郵便株式会社発足に伴い、郵便事業市原南支店を市原南郵便局に統合。

## 取扱内容
- 郵便、印紙、ゆうパック、内容証明
- 貯金、為替、振替、振込、国際送金、国債、投資信託
- 生命保険、バイク自賠責保険、自動車保険
- ゆうちょ銀行ATM
- 市原市内の一部地域（〒290-02xx）の集配業務
- ゆうゆう窓口

## 周辺
- 市原市役所 三和支所
- 市原刑務所
- 道の駅あずの里いちはら
- 養老川

## アクセス
- 小湊鉄道線 上総山田駅から徒歩約5分
- 館山自動車道 市原ICから南東へ約6.5km
- 国道297号沿い
- 駐車場あり：8台